# Millions Now Living Will Never Die
Millions Now Living Will Never Die es el segundo álbum de la banda estadounidense de post-rock Tortoise, editado el 30 de enero de 1996 a través del sello Thrill Jockey Records. El trabajo fue reconocido como un innovador disco de post-rock y aparece en el libro 1001 Albums You Must Hear Before You Die. En el año 2008 fue interpretado íntegramente al vivo en el festival All Tomorrow's Parties.
El título del álbum está sacado de una frase usada por los testigos de Jehová, especialmente a comienzos del siglo XX. Es, por ejemplo, el título de un ensayo escrito por Joseph Franklin Rutherford, que fue el segundo presidente de la Watch Tower Bible and Tract Society.

## Listado de canciones
1. "Djed" – 20:57
2. "Glass Museum" – 5:27
3. "A Survey" – 2:52
4. "The Taut and Tame" – 5:01
5. "Dear Grandma and Grandpa" – 2:49
6. "Along the Banks of Rivers" – 5:50
7. "Gamera" (canción extra) – 11:55
8. "Goriri" (canción extra) – 6:39
9. "Restless Waters" (canción extra) – 3:41
10. "A Grape Dope" (canción extra) - 4:12

- Los temas 7–9 no están en la versión estadounidense.
- El tema 10 está en la versión japonesa.